# Tour del Benelux 2024
El Tour del Benelux 2024 (oficialment Renewi Tour 2024) fou la 19a edició de la cursa ciclista per etapes del Tour del Benelux. La cursa tingué lloc a Bèlgica a excepció de la tercera etapa, que tingué inici a Oostburg (Països Baixos). L'inici fou a Riemst el 28 d'agost i el final a Geraardsbergen el dia 1 de setembre. Es varen recórrer un total de 744 quilòmetres, repartits en cinc etapes. La cursa fou el 30è esdeveniment de l'UCI World Tour 2024.
El belga Tim Wellens (UAE Team Emirates) s'emportà la seva segona victòria consecutiva, i quarta en total, en el Tour del Benelux. Arnaud De Lie (Lotto Dstny) i Per Strand Hagenes (Team Visma-Lease a Bike) foren segon i tercer respectivament. Jasper Philipsen (Alpecin-Deceuninck) fou el vencedor de la classificació per punts, Jordy Bouts (TDT-Unibet) fou el més combatiu, De Lie també fou el guanyador de la classificació dels joves i el Visma-Lease a Bike fou el millor equip.

## Equips
| WorldTeams (18)- Decathlon-AG2R La Mondiale - Intermarché-Wanty - UAE Team Emirates - Alpecin-Deceuninck - Arkéa-B&B Hotels - Astana Qazaqstan Team - Bahrain Victorious - Red Bull-Bora-Hansgrohe - Cofidis - Movistar Team - EF Education-EasyPost - Groupama-FDJ - Lidl-Trek - Soudal Quick-Step - Team dsm-firmenich PostNL - Team Jayco AlUla - Ineos Grenadiers - Team Visma \| Lease a Bike ProTeams (5)- Lotto Dstny - Bingoal WB - TDT-Unibet - Team Flanders-Baloise - Tudor Pro Cycling Team |
| |

## Etapes
| Etapa    | Data      | Ciutats d'etapa           | type                      | Distància (km) | Desnivell (m) | Vencedor de l'etapa | Líder de la general |
| -------- | --------- | ------------------------- | ------------------------- | -------------- | ------------- | ------------------- | ------------------- |
| 1a etapa | 28 de ago | Riemst – Bilzen           | etapa accidentada         | 163            | 1.648 m       | Jonathan Milan      | Jonathan Milan      |
| 2a etapa | 29 de ago | Tessenderlo – Tessenderlo | contrarellotge individual | 15             | 112 m         | Alec Segaert        | Alec Segaert        |
| 3a etapa | 30 de ago | Blankenberge – Ardooie    | etapa plana               | 185            | 690 m         | Jonathan Milan      | Alec Segaert        |
| 4a etapa | 31 de ago | Oostburg – Aalter         | etapa plana               | 178            | 661 m         | Jasper Philipsen    | Alec Segaert        |
| 5a etapa | 1 de set  | Menen – Geraardsbergen    | etapa accidentada         | 203            | 2.124 m       | Arnaud De Lie       | Tim Wellens         |

### Etapa 1
28 d'agost de 2024 – Riemst fins a Bilzen, 163.6 km.
| \| Classificació de l'etapa \| Classificació de l'etapa \| Classificació de l'etapa \| Classificació de l'etapa \| Classificació de l'etapa \| \| Corredor \| Corredor \| Equip \| Temps \| \| \| ------------------------ \| ------------------------ \| ------------------------ \| ------------------------ \| ------------------------ \| \| 1r \| Jonathan Milan \| Lidl-Trek \| 3h 41' 01" \| \| \| 2n \| Jasper Philipsen \| Alpecin-Deceuninck \| + 0" \| \| \| 3r \| Axel Zingle \| Cofidis \| + 0" \| \| \| 4t \| Dylan Groenewegen \| Team Jayco AlUla \| + 0" \| \| \| 5è \| Paul Penhoët \| Groupama-FDJ \| + 0" \| \| \| 6è \| Gerben Thijssen \| Intermarché-Wanty \| + 0" \| \| \| 7è \| Matteo Trentin \| Tudor Pro Cycling Team \| + 0" \| \| \| 8è \| Elia Viviani \| Ineos Grenadiers \| + 0" \| \| \| 9è \| Davide Bomboi \| TDT-Unibet \| + 0" \| \| \| 10è \| Iván García Cortina \| Movistar Team \| + 0" \| \| |                     |                        |            |
| |                     |                        |            |
| |                     |                        |            |
| Classificació de l'etapa |                     |                        |            |
| Corredor | Corredor            | Equip                  | Temps      |
| 1r | Jonathan Milan      | Lidl-Trek              | 3h 41' 01" |
| 2n | Jasper Philipsen    | Alpecin-Deceuninck     | + 0"       |
| 3r | Axel Zingle         | Cofidis                | + 0"       |
| 4t | Dylan Groenewegen   | Team Jayco AlUla       | + 0"       |
| 5è | Paul Penhoët        | Groupama-FDJ           | + 0"       |
| 6è | Gerben Thijssen     | Intermarché-Wanty      | + 0"       |
| 7è | Matteo Trentin      | Tudor Pro Cycling Team | + 0"       |
| 8è | Elia Viviani        | Ineos Grenadiers       | + 0"       |
| 9è | Davide Bomboi       | TDT-Unibet             | + 0"       |
| 10è | Iván García Cortina | Movistar Team          | + 0"       |

| \| Classificació general \| Classificació general \| Classificació general \| Classificació general \| Classificació general \| \| Corredor \| Corredor \| Equip \| Temps \| \| \| --------------------- \| --------------------- \| ---------------------- \| --------------------- \| --------------------- \| \| 1r \| Jonathan Milan \| Lidl-Trek \| 3h 40' 51" \| \| \| 2n \| Jasper Philipsen \| Alpecin-Deceuninck \| + 4" \| \| \| 3r \| Axel Huens \| TDT-Unibet \| + 4" \| \| \| 4t \| Axel Zingle \| Cofidis \| + 6" \| \| \| 5è \| Lars Craps \| Team Flanders-Baloise \| + 6" \| \| \| 6è \| Dylan Groenewegen \| Team Jayco AlUla \| + 10" \| \| \| 7è \| Paul Penhoët \| Groupama-FDJ \| + 10" \| \| \| 8è \| Gerben Thijssen \| Intermarché-Wanty \| + 10" \| \| \| 9è \| Matteo Trentin \| Tudor Pro Cycling Team \| + 10" \| \| \| 10è \| Elia Viviani \| Ineos Grenadiers \| + 10" \| \| |                   |                        |            |
| |                   |                        |            |
| |                   |                        |            |
| Classificació general |                   |                        |            |
| Corredor | Corredor          | Equip                  | Temps      |
| 1r | Jonathan Milan    | Lidl-Trek              | 3h 40' 51" |
| 2n | Jasper Philipsen  | Alpecin-Deceuninck     | + 4"       |
| 3r | Axel Huens        | TDT-Unibet             | + 4"       |
| 4t | Axel Zingle       | Cofidis                | + 6"       |
| 5è | Lars Craps        | Team Flanders-Baloise  | + 6"       |
| 6è | Dylan Groenewegen | Team Jayco AlUla       | + 10"      |
| 7è | Paul Penhoët      | Groupama-FDJ           | + 10"      |
| 8è | Gerben Thijssen   | Intermarché-Wanty      | + 10"      |
| 9è | Matteo Trentin    | Tudor Pro Cycling Team | + 10"      |
| 10è | Elia Viviani      | Ineos Grenadiers       | + 10"      |

### Etapa 2
29 d'agost de 2024 – Tessenderlo fins a Tessenderlo, 15.4 km.
| \| Classificació de l'etapa \| Classificació de l'etapa \| Classificació de l'etapa \| Classificació de l'etapa \| Classificació de l'etapa \| \| Corredor \| Corredor \| Equip \| Temps \| \| \| ------------------------ \| ------------------------ \| -------------------------- \| ------------------------ \| ------------------------ \| \| 1r \| Alec Segaert \| Lotto Dstny \| 16' 59" \| \| \| 2n \| Magnus Sheffield \| Ineos Grenadiers \| + 7" \| \| \| 3r \| Stefan Bissegger \| EF Education-EasyPost \| + 10" \| \| \| 4t \| Tobias Foss \| Ineos Grenadiers \| + 11" \| \| \| 5è \| Tim Wellens \| UAE Team Emirates \| + 16" \| \| \| 6è \| Ben Turner \| Ineos Grenadiers \| + 22" \| \| \| 7è \| Christophe Laporte \| Team Visma \\| Lease a Bike \| + 23" \| \| \| 8è \| Filip Maciejuk \| Red Bull-Bora-Hansgrohe \| + 26" \| \| \| 9è \| Maximilian Schachmann \| Red Bull-Bora-Hansgrohe \| + 27" \| \| \| 10è \| Alberto Bettiol \| Astana Qazaqstan Team \| + 28" \| \| |                       |                            |         |
| |                       |                            |         |
| |                       |                            |         |
| Classificació de l'etapa |                       |                            |         |
| Corredor | Corredor              | Equip                      | Temps   |
| 1r | Alec Segaert          | Lotto Dstny                | 16' 59" |
| 2n | Magnus Sheffield      | Ineos Grenadiers           | + 7"    |
| 3r | Stefan Bissegger      | EF Education-EasyPost      | + 10"   |
| 4t | Tobias Foss           | Ineos Grenadiers           | + 11"   |
| 5è | Tim Wellens           | UAE Team Emirates          | + 16"   |
| 6è | Ben Turner            | Ineos Grenadiers           | + 22"   |
| 7è | Christophe Laporte    | Team Visma \| Lease a Bike | + 23"   |
| 8è | Filip Maciejuk        | Red Bull-Bora-Hansgrohe    | + 26"   |
| 9è | Maximilian Schachmann | Red Bull-Bora-Hansgrohe    | + 27"   |
| 10è | Alberto Bettiol       | Astana Qazaqstan Team      | + 28"   |

| \| Classificació general \| Classificació general \| Classificació general \| Classificació general \| Classificació general \| \| Corredor \| Corredor \| Equip \| Temps \| \| \| --------------------- \| --------------------- \| -------------------------- \| --------------------- \| --------------------- \| \| 1r \| Alec Segaert \| Lotto Dstny \| 3h 58' 00" \| \| \| 2n \| Magnus Sheffield \| Ineos Grenadiers \| + 7" \| \| \| 3r \| Tobias Foss \| Ineos Grenadiers \| + 11" \| \| \| 4t \| Tim Wellens \| UAE Team Emirates \| + 16" \| \| \| 5è \| Ben Turner \| Ineos Grenadiers \| + 22" \| \| \| 6è \| Christophe Laporte \| Team Visma \\| Lease a Bike \| + 23" \| \| \| 7è \| Maximilian Schachmann \| Red Bull-Bora-Hansgrohe \| + 27" \| \| \| 8è \| Alberto Bettiol \| Astana Qazaqstan Team \| + 28" \| \| \| 9è \| Rémi Cavagna \| Movistar Team \| + 30" \| \| \| 10è \| Per Strand Hagenes \| Team Visma \\| Lease a Bike \| + 32" \| \| |                       |                            |            |
| |                       |                            |            |
| |                       |                            |            |
| Classificació general |                       |                            |            |
| Corredor | Corredor              | Equip                      | Temps      |
| 1r | Alec Segaert          | Lotto Dstny                | 3h 58' 00" |
| 2n | Magnus Sheffield      | Ineos Grenadiers           | + 7"       |
| 3r | Tobias Foss           | Ineos Grenadiers           | + 11"      |
| 4t | Tim Wellens           | UAE Team Emirates          | + 16"      |
| 5è | Ben Turner            | Ineos Grenadiers           | + 22"      |
| 6è | Christophe Laporte    | Team Visma \| Lease a Bike | + 23"      |
| 7è | Maximilian Schachmann | Red Bull-Bora-Hansgrohe    | + 27"      |
| 8è | Alberto Bettiol       | Astana Qazaqstan Team      | + 28"      |
| 9è | Rémi Cavagna          | Movistar Team              | + 30"      |
| 10è | Per Strand Hagenes    | Team Visma \| Lease a Bike | + 32"      |

### Etapa 3
30 d'agost de 2024 – Blankenberge fins a Ardooie, 185.5 km.
| \| Classificació de l'etapa \| Classificació de l'etapa \| Classificació de l'etapa \| Classificació de l'etapa \| Classificació de l'etapa \| \| Corredor \| Corredor \| Equip \| Temps \| \| \| ------------------------ \| ------------------------ \| ------------------------ \| ------------------------ \| ------------------------ \| \| 1r \| Jonathan Milan \| Lidl-Trek \| 3h 57' 17" \| \| \| 2n \| Jasper Philipsen \| Alpecin-Deceuninck \| + 0" \| \| \| 3r \| Max Walscheid \| Team Jayco AlUla \| + 0" \| \| \| 4t \| Arnaud Démare \| Arkéa-B&B Hotels \| + 0" \| \| \| 5è \| Gleb Syrica \| Astana Qazaqstan Team \| + 0" \| \| \| 6è \| Jules Hesters \| Team Flanders-Baloise \| + 0" \| \| \| 7è \| Gerben Thijssen \| Intermarché-Wanty \| + 0" \| \| \| 8è \| Davide Persico \| Bingoal WB \| + 0" \| \| \| 9è \| Stefan Bissegger \| EF Education-EasyPost \| + 0" \| \| \| 10è \| Arnaud De Lie \| Lotto Dstny \| + 0" \| \| |                  |                       |            |
| |                  |                       |            |
| |                  |                       |            |
| Classificació de l'etapa |                  |                       |            |
| Corredor | Corredor         | Equip                 | Temps      |
| 1r | Jonathan Milan   | Lidl-Trek             | 3h 57' 17" |
| 2n | Jasper Philipsen | Alpecin-Deceuninck    | + 0"       |
| 3r | Max Walscheid    | Team Jayco AlUla      | + 0"       |
| 4t | Arnaud Démare    | Arkéa-B&B Hotels      | + 0"       |
| 5è | Gleb Syrica      | Astana Qazaqstan Team | + 0"       |
| 6è | Jules Hesters    | Team Flanders-Baloise | + 0"       |
| 7è | Gerben Thijssen  | Intermarché-Wanty     | + 0"       |
| 8è | Davide Persico   | Bingoal WB            | + 0"       |
| 9è | Stefan Bissegger | EF Education-EasyPost | + 0"       |
| 10è | Arnaud De Lie    | Lotto Dstny           | + 0"       |

| \| Classificació general \| Classificació general \| Classificació general \| Classificació general \| Classificació general \| \| Corredor \| Corredor \| Equip \| Temps \| \| \| --------------------- \| --------------------- \| -------------------------- \| --------------------- \| --------------------- \| \| 1r \| Alec Segaert \| Lotto Dstny \| 7h 55' 17" \| \| \| 2n \| Magnus Sheffield \| Ineos Grenadiers \| + 7" \| \| \| 3r \| Tobias Foss \| Ineos Grenadiers \| + 11" \| \| \| 4t \| Tim Wellens \| UAE Team Emirates \| + 16" \| \| \| 5è \| Ben Turner \| Ineos Grenadiers \| + 22" \| \| \| 6è \| Christophe Laporte \| Team Visma \\| Lease a Bike \| + 23" \| \| \| 7è \| Jonathan Milan \| Lidl-Trek \| + 23" \| \| \| 8è \| Maximilian Schachmann \| Red Bull-Bora-Hansgrohe \| + 27" \| \| \| 9è \| Alberto Bettiol \| Astana Qazaqstan Team \| + 28" \| \| \| 10è \| Rémi Cavagna \| Movistar Team \| + 30" \| \| |                       |                            |            |
| |                       |                            |            |
| |                       |                            |            |
| Classificació general |                       |                            |            |
| Corredor | Corredor              | Equip                      | Temps      |
| 1r | Alec Segaert          | Lotto Dstny                | 7h 55' 17" |
| 2n | Magnus Sheffield      | Ineos Grenadiers           | + 7"       |
| 3r | Tobias Foss           | Ineos Grenadiers           | + 11"      |
| 4t | Tim Wellens           | UAE Team Emirates          | + 16"      |
| 5è | Ben Turner            | Ineos Grenadiers           | + 22"      |
| 6è | Christophe Laporte    | Team Visma \| Lease a Bike | + 23"      |
| 7è | Jonathan Milan        | Lidl-Trek                  | + 23"      |
| 8è | Maximilian Schachmann | Red Bull-Bora-Hansgrohe    | + 27"      |
| 9è | Alberto Bettiol       | Astana Qazaqstan Team      | + 28"      |
| 10è | Rémi Cavagna          | Movistar Team              | + 30"      |

### Etapa 4
31 d'agost de 2024 – Oostburg ( Països Baixos) fins a Aalter, 178,5 km.
| \| Classificació de l'etapa \| Classificació de l'etapa \| Classificació de l'etapa \| Classificació de l'etapa \| Classificació de l'etapa \| \| Corredor \| Corredor \| Equip \| Temps \| \| \| ------------------------ \| -------------------------- \| -------------------------- \| ------------------------ \| ------------------------ \| \| 1r \| Jasper Philipsen \| Alpecin-Deceuninck \| 3h 37' 08" \| \| \| 2n \| Christophe Laporte \| Team Visma \\| Lease a Bike \| + 0" \| \| \| 3r \| Arnaud De Lie \| Lotto Dstny \| + 0" \| \| \| 4t \| Paul Penhoët \| Groupama-FDJ \| + 0" \| \| \| 5è \| Bram Welten \| Team dsm-firmenich PostNL \| + 0" \| \| \| 6è \| Phil Bauhaus \| Bahrain Victorious \| + 0" \| \| \| 7è \| Matteo Trentin \| Tudor Pro Cycling Team \| + 0" \| \| \| 8è \| Jonathan Milan \| Lidl-Trek \| + 0" \| \| \| 9è \| Milan Fretin \| Cofidis \| + 0" \| \| \| 10è \| Sebastián Molano Benavides \| UAE Team Emirates \| + 0" \| \| |                            |                            |            |
| |                            |                            |            |
| |                            |                            |            |
| Classificació de l'etapa |                            |                            |            |
| Corredor | Corredor                   | Equip                      | Temps      |
| 1r | Jasper Philipsen           | Alpecin-Deceuninck         | 3h 37' 08" |
| 2n | Christophe Laporte         | Team Visma \| Lease a Bike | + 0"       |
| 3r | Arnaud De Lie              | Lotto Dstny                | + 0"       |
| 4t | Paul Penhoët               | Groupama-FDJ               | + 0"       |
| 5è | Bram Welten                | Team dsm-firmenich PostNL  | + 0"       |
| 6è | Phil Bauhaus               | Bahrain Victorious         | + 0"       |
| 7è | Matteo Trentin             | Tudor Pro Cycling Team     | + 0"       |
| 8è | Jonathan Milan             | Lidl-Trek                  | + 0"       |
| 9è | Milan Fretin               | Cofidis                    | + 0"       |
| 10è | Sebastián Molano Benavides | UAE Team Emirates          | + 0"       |

| Classificació de l'etapa | Classificació de l'etapa   | Classificació de l'etapa   | Classificació de l'etapa | Classificació de l'etapa |
| Corredor                 | Corredor                   | Equip                      | Temps                    |                          |
| ------------------------ | -------------------------- | -------------------------- | ------------------------ | ------------------------ |
| 1r                       | Jasper Philipsen           | Alpecin-Deceuninck         | 3h 37' 08"               |                          |
| 2n                       | Christophe Laporte         | Team Visma \| Lease a Bike | + 0"                     |                          |
| 3r                       | Arnaud De Lie              | Lotto Dstny                | + 0"                     |                          |
| 4t                       | Paul Penhoët               | Groupama-FDJ               | + 0"                     |                          |
| 5è                       | Bram Welten                | Team dsm-firmenich PostNL  | + 0"                     |                          |
| 6è                       | Phil Bauhaus               | Bahrain Victorious         | + 0"                     |                          |
| 7è                       | Matteo Trentin             | Tudor Pro Cycling Team     | + 0"                     |                          |
| 8è                       | Jonathan Milan             | Lidl-Trek                  | + 0"                     |                          |
| 9è                       | Milan Fretin               | Cofidis                    | + 0"                     |                          |
| 10è                      | Sebastián Molano Benavides | UAE Team Emirates          | + 0"                     |                          |

| \| Classificació general \| Classificació general \| Classificació general \| Classificació general \| Classificació general \| \| Corredor \| Corredor \| Equip \| Temps \| \| \| --------------------- \| --------------------- \| -------------------------- \| --------------------- \| --------------------- \| \| 1r \| Alec Segaert \| Lotto Dstny \| 11h 32' 25" \| \| \| 2n \| Magnus Sheffield \| Ineos Grenadiers \| + 7" \| \| \| 3r \| Tobias Foss \| Ineos Grenadiers \| + 11" \| \| \| 4t \| Tim Wellens \| UAE Team Emirates \| + 16" \| \| \| 5è \| Christophe Laporte \| Team Visma \\| Lease a Bike \| + 17" \| \| \| 6è \| Jasper Philipsen \| Alpecin-Deceuninck \| + 21" \| \| \| 7è \| Ben Turner \| Ineos Grenadiers \| + 22" \| \| \| 8è \| Jonathan Milan \| Lidl-Trek \| + 23" \| \| \| 9è \| Maximilian Schachmann \| Red Bull-Bora-Hansgrohe \| + 27" \| \| \| 10è \| Alberto Bettiol \| Astana Qazaqstan Team \| + 28" \| \| |                       |                            |             |
| |                       |                            |             |
| |                       |                            |             |
| Classificació general |                       |                            |             |
| Corredor | Corredor              | Equip                      | Temps       |
| 1r | Alec Segaert          | Lotto Dstny                | 11h 32' 25" |
| 2n | Magnus Sheffield      | Ineos Grenadiers           | + 7"        |
| 3r | Tobias Foss           | Ineos Grenadiers           | + 11"       |
| 4t | Tim Wellens           | UAE Team Emirates          | + 16"       |
| 5è | Christophe Laporte    | Team Visma \| Lease a Bike | + 17"       |
| 6è | Jasper Philipsen      | Alpecin-Deceuninck         | + 21"       |
| 7è | Ben Turner            | Ineos Grenadiers           | + 22"       |
| 8è | Jonathan Milan        | Lidl-Trek                  | + 23"       |
| 9è | Maximilian Schachmann | Red Bull-Bora-Hansgrohe    | + 27"       |
| 10è | Alberto Bettiol       | Astana Qazaqstan Team      | + 28"       |

| Classificació general | Classificació general | Classificació general      | Classificació general | Classificació general |
| Corredor              | Corredor              | Equip                      | Temps                 |                       |
| --------------------- | --------------------- | -------------------------- | --------------------- | --------------------- |
| 1r                    | Alec Segaert          | Lotto Dstny                | 11h 32' 25"           |                       |
| 2n                    | Magnus Sheffield      | Ineos Grenadiers           | + 7"                  |                       |
| 3r                    | Tobias Foss           | Ineos Grenadiers           | + 11"                 |                       |
| 4t                    | Tim Wellens           | UAE Team Emirates          | + 16"                 |                       |
| 5è                    | Christophe Laporte    | Team Visma \| Lease a Bike | + 17"                 |                       |
| 6è                    | Jasper Philipsen      | Alpecin-Deceuninck         | + 21"                 |                       |
| 7è                    | Ben Turner            | Ineos Grenadiers           | + 22"                 |                       |
| 8è                    | Jonathan Milan        | Lidl-Trek                  | + 23"                 |                       |
| 9è                    | Maximilian Schachmann | Red Bull-Bora-Hansgrohe    | + 27"                 |                       |
| 10è                   | Alberto Bettiol       | Astana Qazaqstan Team      | + 28"                 |                       |

### Etapa 5
1 de setembre de 2024 – Menen fins a Geraardsbergen, 202.5 km.
| \| Classificació de l'etapa \| Classificació de l'etapa \| Classificació de l'etapa \| Classificació de l'etapa \| Classificació de l'etapa \| \| Corredor \| Corredor \| Equip \| Temps \| \| \| ------------------------ \| ------------------------ \| -------------------------- \| ------------------------ \| ------------------------ \| \| 1r \| Arnaud De Lie \| Lotto Dstny \| 4h 30' 56" \| \| \| 2n \| Tim Wellens \| UAE Team Emirates \| + 5" \| \| \| 3r \| Valentin Madouas \| Groupama-FDJ \| + 17" \| \| \| 4t \| Rick Pluimers \| Tudor Pro Cycling Team \| + 20" \| \| \| 5è \| Stan Dewulf \| Decathlon-AG2R La Mondiale \| + 20" \| \| \| 6è \| Matej Mohorič \| Bahrain Victorious \| + 20" \| \| \| 7è \| Per Strand Hagenes \| Team Visma \\| Lease a Bike \| + 20" \| \| \| 8è \| Axel Zingle \| Cofidis \| + 39" \| \| \| 9è \| Christophe Laporte \| Team Visma \\| Lease a Bike \| + 41" \| \| \| 10è \| Paul Penhoët \| Groupama-FDJ \| + 43" \| \| |                    |                            |            |
| |                    |                            |            |
| |                    |                            |            |
| Classificació de l'etapa |                    |                            |            |
| Corredor | Corredor           | Equip                      | Temps      |
| 1r | Arnaud De Lie      | Lotto Dstny                | 4h 30' 56" |
| 2n | Tim Wellens        | UAE Team Emirates          | + 5"       |
| 3r | Valentin Madouas   | Groupama-FDJ               | + 17"      |
| 4t | Rick Pluimers      | Tudor Pro Cycling Team     | + 20"      |
| 5è | Stan Dewulf        | Decathlon-AG2R La Mondiale | + 20"      |
| 6è | Matej Mohorič      | Bahrain Victorious         | + 20"      |
| 7è | Per Strand Hagenes | Team Visma \| Lease a Bike | + 20"      |
| 8è | Axel Zingle        | Cofidis                    | + 39"      |
| 9è | Christophe Laporte | Team Visma \| Lease a Bike | + 41"      |
| 10è | Paul Penhoët       | Groupama-FDJ               | + 43"      |

## Evolució de les classificacions
| Etapa | Vencedor         | Classificació general | Classificació per punts | Classificació de la combativitat | Classificació dels joves | Classificació per equips |
| ----- | ---------------- | --------------------- | ----------------------- | -------------------------------- | ------------------------ | ------------------------ |
| 1     | Jonathan Milan   | Jonathan Milan        | Jonathan Milan          | Jordy Bouts                      | Arnaud De Lie            | Lidl-Trek                |
| 2     | Alec Segaert     | Alec Segaert          | Alec Segaert            | Jordy Bouts                      | Alec Segaert             | INEOS Grenadiers         |
| 3     | Jonathan Milan   | Alec Segaert          | Jonathan Milan          | Jordy Bouts                      | Alec Segaert             | INEOS Grenadiers         |
| 4     | Jasper Philipsen | Alec Segaert          | Jasper Philipsen        | Jordy Bouts                      | Alec Segaert             | INEOS Grenadiers         |
| 5     | Arnaud De Lie    | Tim Wellens           | Jasper Philipsen        | Jordy Bouts                      | Alec Segaert             | Team Visma-Lease a Bike  |
| Final | Final            | Tim Wellens           | Jasper Philipsen        | Jordy Bouts                      | Alec Segaert             | Team Visma-Lease a Bike  |

## Classificacions finals

### Classificació general
| \| Classificació general \| Classificació general \| Classificació general \| Classificació general \| Classificació general \| \| Corredor \| Corredor \| Equip \| Temps \| \| \| --------------------- \| --------------------- \| -------------------------- \| --------------------- \| --------------------- \| \| 1r \| Tim Wellens \| UAE Team Emirates \| 16h 03' 28" \| \| \| 2n \| Alec Segaert \| Lotto Dstny \| + 40" \| \| \| 3r \| Per Strand Hagenes \| Team Visma \\| Lease a Bike \| + 42" \| \| \| 4t \| Christophe Laporte \| Team Visma \\| Lease a Bike \| + 51" \| \| \| 5è \| Stan Dewulf \| Decathlon-AG2R La Mondiale \| + 55" \| \| \| 6è \| Jasper Philipsen \| Alpecin-Deceuninck \| + 57" \| \| \| 7è \| Ben Turner \| Ineos Grenadiers \| + 58" \| \| \| 8è \| Matej Mohorič \| Bahrain Victorious \| + 1' 01" \| \| \| 9è \| Maximilian Schachmann \| Red Bull-Bora-Hansgrohe \| + 1' 03" \| \| \| 10è \| Alberto Bettiol \| Astana Qazaqstan Team \| + 1' 04" \| \| |                       |                            |             |
| |                       |                            |             |
| Font: ProCyclingStats |                       |                            |             |
| Classificació general |                       |                            |             |
| Corredor | Corredor              | Equip                      | Temps       |
| 1r | Tim Wellens           | UAE Team Emirates          | 16h 03' 28" |
| 2n | Alec Segaert          | Lotto Dstny                | + 40"       |
| 3r | Per Strand Hagenes    | Team Visma \| Lease a Bike | + 42"       |
| 4t | Christophe Laporte    | Team Visma \| Lease a Bike | + 51"       |
| 5è | Stan Dewulf           | Decathlon-AG2R La Mondiale | + 55"       |
| 6è | Jasper Philipsen      | Alpecin-Deceuninck         | + 57"       |
| 7è | Ben Turner            | Ineos Grenadiers           | + 58"       |
| 8è | Matej Mohorič         | Bahrain Victorious         | + 1' 01"    |
| 9è | Maximilian Schachmann | Red Bull-Bora-Hansgrohe    | + 1' 03"    |
| 10è | Alberto Bettiol       | Astana Qazaqstan Team      | + 1' 04"    |

| Classificació per punts | Classificació per punts | Classificació per punts    | Classificació per punts | Classificació per punts |
| Corredor                | Corredor                | Equip                      | Punts                   |                         |
| ----------------------- | ----------------------- | -------------------------- | ----------------------- | ----------------------- |
| 1r                      | Jasper Philipsen        | Alpecin-Deceuninck         | 80 pts                  |                         |
| 2n                      | Arnaud De Lie           | Lotto Dstny                | 62 pts                  |                         |
| 3r                      | Christophe Laporte      | Team Visma \| Lease a Bike | 49 pts                  |                         |
| 4t                      | Paul Penhoët            | Groupama-FDJ               | 46 pts                  |                         |
| 5è                      | Tim Wellens             | UAE Team Emirates          | 42 pts                  |                         |
| 6è                      | Axel Zingle             | Cofidis                    | 34 pts                  |                         |
| 7è                      | Stefan Bissegger        | EF Education-EasyPost      | 33 pts                  |                         |
| 8è                      | Alec Segaert            | Lotto Dstny                | 30 pts                  |                         |
| 9è                      | Matteo Trentin          | Tudor Pro Cycling Team     | 26 pts                  |                         |
| 10è                     | Magnus Sheffield        | Ineos Grenadiers           | 25 pts                  |                         |

| Classificació per punts | Classificació per punts | Classificació per punts    | Classificació per punts | Classificació per punts |
| Corredor                | Corredor                | Equip                      | Punts                   |                         |
| ----------------------- | ----------------------- | -------------------------- | ----------------------- | ----------------------- |
| 1r                      | Jasper Philipsen        | Alpecin-Deceuninck         | 80 pts                  |                         |
| 2n                      | Arnaud De Lie           | Lotto Dstny                | 62 pts                  |                         |
| 3r                      | Christophe Laporte      | Team Visma \| Lease a Bike | 49 pts                  |                         |
| 4t                      | Paul Penhoët            | Groupama-FDJ               | 46 pts                  |                         |
| 5è                      | Tim Wellens             | UAE Team Emirates          | 42 pts                  |                         |
| 6è                      | Axel Zingle             | Cofidis                    | 34 pts                  |                         |
| 7è                      | Stefan Bissegger        | EF Education-EasyPost      | 33 pts                  |                         |
| 8è                      | Alec Segaert            | Lotto Dstny                | 30 pts                  |                         |
| 9è                      | Matteo Trentin          | Tudor Pro Cycling Team     | 26 pts                  |                         |
| 10è                     | Magnus Sheffield        | Ineos Grenadiers           | 25 pts                  |                         |

| Classificació de la combativitat | Classificació de la combativitat | Classificació de la combativitat | Classificació de la combativitat | Classificació de la combativitat |
| Corredor                         | Corredor                         | Equip                            | Punts                            |                                  |
| -------------------------------- | -------------------------------- | -------------------------------- | -------------------------------- | -------------------------------- |
| 1r                               | Jordy Bouts                      | TDT-Unibet                       | 52 pts                           |                                  |
| 2n                               | Axel Huens                       | TDT-Unibet                       | 26 pts                           |                                  |
| 3r                               | Alex Colman                      | Team Flanders-Baloise            | 16 pts                           |                                  |
| 4t                               | Warre Vangheluwe                 | Soudal Quick-Step                | 13 pts                           |                                  |
| 5è                               | Ward Vanhoof                     | Team Flanders-Baloise            | 13 pts                           |                                  |
| 6è                               | Jonas Rutsch                     | EF Education-EasyPost            | 12 pts                           |                                  |
| 7è                               | Ceriel Desal                     | Bingoal WB                       | 12 pts                           |                                  |
| 8è                               | Jan Maas                         | Team Jayco AlUla                 | 11 pts                           |                                  |
| 9è                               | Matteo Trentin                   | Tudor Pro Cycling Team           | 10 pts                           |                                  |
| 10è                              | Tobias Foss                      | Ineos Grenadiers                 | 10 pts                           |                                  |

| Classificació de la combativitat | Classificació de la combativitat | Classificació de la combativitat | Classificació de la combativitat | Classificació de la combativitat |
| Corredor                         | Corredor                         | Equip                            | Punts                            |                                  |
| -------------------------------- | -------------------------------- | -------------------------------- | -------------------------------- | -------------------------------- |
| 1r                               | Jordy Bouts                      | TDT-Unibet                       | 52 pts                           |                                  |
| 2n                               | Axel Huens                       | TDT-Unibet                       | 26 pts                           |                                  |
| 3r                               | Alex Colman                      | Team Flanders-Baloise            | 16 pts                           |                                  |
| 4t                               | Warre Vangheluwe                 | Soudal Quick-Step                | 13 pts                           |                                  |
| 5è                               | Ward Vanhoof                     | Team Flanders-Baloise            | 13 pts                           |                                  |
| 6è                               | Jonas Rutsch                     | EF Education-EasyPost            | 12 pts                           |                                  |
| 7è                               | Ceriel Desal                     | Bingoal WB                       | 12 pts                           |                                  |
| 8è                               | Jan Maas                         | Team Jayco AlUla                 | 11 pts                           |                                  |
| 9è                               | Matteo Trentin                   | Tudor Pro Cycling Team           | 10 pts                           |                                  |
| 10è                              | Tobias Foss                      | Ineos Grenadiers                 | 10 pts                           |                                  |

| Classificació del millor jove | Classificació del millor jove | Classificació del millor jove | Classificació del millor jove | Classificació del millor jove |
| Corredor                      | Corredor                      | Equip                         | Temps                         |                               |
| ----------------------------- | ----------------------------- | ----------------------------- | ----------------------------- | ----------------------------- |
| 1r                            | Alec Segaert                  | Lotto Dstny                   | 16h 04' 08"                   |                               |
| 2n                            | Per Strand Hagenes            | Team Visma \| Lease a Bike    | + 2"                          |                               |
| 3r                            | Eddy Le Huitouze              | Groupama-FDJ                  | + 1' 00"                      |                               |
| 4t                            | Dylan Vandenstorme            | Team Flanders-Baloise         | + 2' 04"                      |                               |
| 5è                            | Arnaud De Lie                 | Lotto Dstny                   | + 2' 13"                      |                               |
| 6è                            | Iván Romeo Abad               | Movistar Team                 | + 4' 54"                      |                               |
| 7è                            | Magnus Sheffield              | Ineos Grenadiers              | + 11' 38"                     |                               |
| 8è                            | Emil Herzog                   | Red Bull-Bora-Hansgrohe       | + 12' 14"                     |                               |

| Classificació del millor jove | Classificació del millor jove | Classificació del millor jove | Classificació del millor jove | Classificació del millor jove |
| Corredor                      | Corredor                      | Equip                         | Temps                         |                               |
| ----------------------------- | ----------------------------- | ----------------------------- | ----------------------------- | ----------------------------- |
| 1r                            | Alec Segaert                  | Lotto Dstny                   | 16h 04' 08"                   |                               |
| 2n                            | Per Strand Hagenes            | Team Visma \| Lease a Bike    | + 2"                          |                               |
| 3r                            | Eddy Le Huitouze              | Groupama-FDJ                  | + 1' 00"                      |                               |
| 4t                            | Dylan Vandenstorme            | Team Flanders-Baloise         | + 2' 04"                      |                               |
| 5è                            | Arnaud De Lie                 | Lotto Dstny                   | + 2' 13"                      |                               |
| 6è                            | Iván Romeo Abad               | Movistar Team                 | + 4' 54"                      |                               |
| 7è                            | Magnus Sheffield              | Ineos Grenadiers              | + 11' 38"                     |                               |
| 8è                            | Emil Herzog                   | Red Bull-Bora-Hansgrohe       | + 12' 14"                     |                               |

| Classificació per equips | Classificació per equips   | Classificació per equips | Classificació per equips |
| Equip                    | Equip                      | Temps                    |                          |
| ------------------------ | -------------------------- | ------------------------ | ------------------------ |
| 1r                       | Team Visma \| Lease a Bike | 48h 13' 16"              |                          |
| 2n                       | Decathlon-AG2R La Mondiale | + 1' 35"                 |                          |
| 3r                       | EF Education-EasyPost      | + 1' 47"                 |                          |
| 4t                       | Groupama-FDJ               | + 1' 51"                 |                          |
| 5è                       | Lotto Dstny                | + 2' 23"                 |                          |
| 6è                       | Team Flanders-Baloise      | + 3' 07"                 |                          |
| 7è                       | Red Bull-Bora-Hansgrohe    | + 5' 07"                 |                          |
| 8è                       | Bahrain Victorious         | + 5' 53"                 |                          |
| 9è                       | TDT-Unibet                 | + 7' 21"                 |                          |
| 10è                      | Intermarché-Wanty          | + 8' 04"                 |                          |

| Classificació per equips | Classificació per equips   | Classificació per equips | Classificació per equips |
| Equip                    | Equip                      | Temps                    |                          |
| ------------------------ | -------------------------- | ------------------------ | ------------------------ |
| 1r                       | Team Visma \| Lease a Bike | 48h 13' 16"              |                          |
| 2n                       | Decathlon-AG2R La Mondiale | + 1' 35"                 |                          |
| 3r                       | EF Education-EasyPost      | + 1' 47"                 |                          |
| 4t                       | Groupama-FDJ               | + 1' 51"                 |                          |
| 5è                       | Lotto Dstny                | + 2' 23"                 |                          |
| 6è                       | Team Flanders-Baloise      | + 3' 07"                 |                          |
| 7è                       | Red Bull-Bora-Hansgrohe    | + 5' 07"                 |                          |
| 8è                       | Bahrain Victorious         | + 5' 53"                 |                          |
| 9è                       | TDT-Unibet                 | + 7' 21"                 |                          |
| 10è                      | Intermarché-Wanty          | + 8' 04"                 |                          |

## Participants
| UAE Team Emirates UAD | UAE Team Emirates UAD            | UAE Team Emirates UAD |
| --------------------- | -------------------------------- | --------------------- |
| Núm                   | Ciclista                         | Pos                   |
| 1                     | Tim Wellens (BEL) (crono)        | 1r                    |
| 2                     | Nils Politt (GER) (crono)        | 49è                   |
| 3                     | Sjoerd Bax (NED)                 | 42è                   |
| 4                     | Alessandro Covi (ITA)            | 61è                   |
| 5                     | Sebastián Molano Benavides (COL) | DNF-5                 |
| 6                     | Mikkel Bjerg (DEN)               | 54è                   |
| 7                     | Rui Oliveira (POR)               | DNF-5                 |

| Alpecin-Deceuninck ADC | Alpecin-Deceuninck ADC            | Alpecin-Deceuninck ADC |
| ---------------------- | --------------------------------- | ---------------------- |
| Núm                    | Ciclista                          | Pos                    |
| 11                     | Mathieu van der Poel (NED) (ruta) | NP-5                   |
| 12                     | Jasper Philipsen (BEL)            | 6è                     |
| 13                     | Jonas Rickaert (BEL)              | DNF-5                  |
| 14                     | Søren Kragh Andersen (DEN)        | 25è                    |
| 15                     | Senne Leysen (BEL)                | 85è                    |
| 16                     | Timo Kielich (BEL)                | 83è                    |
| 17                     | Silvan Dillier (SUI)              | 67è                    |

| Soudal Quick-Step SOQ | Soudal Quick-Step SOQ    | Soudal Quick-Step SOQ |
| --------------------- | ------------------------ | --------------------- |
| Núm                   | Ciclista                 | Pos                   |
| 21                    | Tim Merlier (BEL)        | NP-3                  |
| 22                    | Yves Lampaert (BEL)      | DNF-5                 |
| 23                    | Josef Černý (CZE)        | 75è                   |
| 24                    | Ayco Bastiaens (BEL)     | DNF-5                 |
| 25                    | Bert Van Lerberghe (BEL) | DNF-5                 |
| 26                    | Ilan Van Wilder (BEL)    | 11è                   |
| 27                    | Warre Vangheluwe (BEL)   | 65è                   |

| Intermarché-Wanty IWA | Intermarché-Wanty IWA       | Intermarché-Wanty IWA |
| --------------------- | --------------------------- | --------------------- |
| Núm                   | Ciclista                    | Pos                   |
| 31                    | Biniam Girmay (ERI) (crono) | 38è                   |
| 32                    | Mike Teunissen (NED)        | 17è                   |
| 33                    | Gijs Van Hoecke (BEL)       | DNF-5                 |
| 34                    | Adrien Petit (FRA)          | DNF-5                 |
| 35                    | Laurenz Rex (BEL)           | 47è                   |
| 36                    | Dion Smith (NZL)            | 74è                   |
| 37                    | Gerben Thijssen (BEL)       | DNF-5                 |

| Team Visma \| Lease a Bike TVL | Team Visma \| Lease a Bike TVL  | Team Visma \| Lease a Bike TVL |
| ------------------------------ | ------------------------------- | ------------------------------ |
| Núm                            | Ciclista                        | Pos                            |
| 41                             | Olav Kooij (NED)                | NP-2                           |
| 42                             | Christophe Laporte (FRA) (ruta) | 4t                             |
| 43                             | Tiesj Benoot (BEL)              | 21è                            |
| 44                             | Per Strand Hagenes (NOR)        | 3r                             |
| 45                             | Tosh Van der Sande (BEL)        | DNF-5                          |
| 46                             | Mick van Dijke (NED)            | DNF-5                          |
| 47                             | Julien Vermote (BEL)            | 90è                            |

| Lidl-Trek LTK | Lidl-Trek LTK            | Lidl-Trek LTK |
| ------------- | ------------------------ | ------------- |
| Núm           | Ciclista                 | Pos           |
| 51            | Jasper Stuyven (BEL)     | 16è           |
| 52            | Edward Theuns (BEL)      | 55è           |
| 53            | Simone Consonni (ITA)    | 79è           |
| 54            | Daan Hoole (NED) (crono) | DNF-1         |
| 55            | Jonathan Milan (ITA)     | DNF-5         |
| 56            | Jacopo Mosca (ITA)       | 50è           |
| 57            | Quinn Simmons (USA)      | 51è           |

| Lotto Dstny LTD | Lotto Dstny LTD            | Lotto Dstny LTD |
| --------------- | -------------------------- | --------------- |
| Núm             | Ciclista                   | Pos             |
| 61              | Arnaud De Lie (BEL) (ruta) | 37è             |
| 62              | Florian Vermeersch (BEL)   | 63è             |
| 63              | Jasper De Buyst (BEL)      | 70è             |
| 64              | Alec Segaert (BEL)         | 2n              |
| 65              | Liam Slock (BEL)           | DNF-5           |
| 66              | Brent Van Moer (BEL)       | 40è             |
| 67              | Cedric Beullens (BEL)      | DNF-5           |

| Bahrain Victorious TBV | Bahrain Victorious TBV  | Bahrain Victorious TBV |
| ---------------------- | ----------------------- | ---------------------- |
| Núm                    | Ciclista                | Pos                    |
| 71                     | Matej Mohorič (SLO)     | 8è                     |
| 72                     | Nikias Arndt (GER)      | 52è                    |
| 73                     | Phil Bauhaus (GER)      | DNF-5                  |
| 74                     | Andrea Pasqualon (ITA)  | DNF-5                  |
| 75                     | Dušan Rajović (SRB)     | NP-5                   |
| 76                     | Łukasz Wiśniowski (POL) | DNF-5                  |
| 77                     | Fred Wright (GBR)       | 12è                    |

| Ineos Grenadiers IGD | Ineos Grenadiers IGD        | Ineos Grenadiers IGD |
| -------------------- | --------------------------- | -------------------- |
| Núm                  | Ciclista                    | Pos                  |
| 81                   | Filippo Ganna (ITA) (crono) | NP-2                 |
| 82                   | Elia Viviani (ITA)          | DNF-5                |
| 83                   | Tobias Foss (NOR)           | 58è                  |
| 84                   | Salvatore Puccio (ITA)      | DNF-5                |
| 85                   | Magnus Sheffield (USA)      | 57è                  |
| 86                   | Ben Turner (GBR)            | 7è                   |
| 87                   | Geraint Thomas (GBR)        | DNF-5                |

| Red Bull-Bora-Hansgrohe RBH | Red Bull-Bora-Hansgrohe RBH  | Red Bull-Bora-Hansgrohe RBH |
| --------------------------- | ---------------------------- | --------------------------- |
| Núm                         | Ciclista                     | Pos                         |
| 91                          | Sam Welsford (AUS)           | DNF-5                       |
| 92                          | Marco Haller (AUT)           | 31è                         |
| 93                          | Filip Maciejuk (POL) (crono) | 46è                         |
| 94                          | Ryan Mullen (IRL)            | DNF-5                       |
| 95                          | Maximilian Schachmann (GER)  | 9è                          |
| 96                          | Matteo Sobrero (ITA)         | DNF-1                       |
| 97                          | Emil Herzog (GER)            | 73è                         |

| Arkéa-B&B Hotels ARK | Arkéa-B&B Hotels ARK   | Arkéa-B&B Hotels ARK |
| -------------------- | ---------------------- | -------------------- |
| Núm                  | Ciclista               | Pos                  |
| 101                  | Arnaud Démare (FRA)    | 71è                  |
| 102                  | Florian Sénéchal (FRA) | NP-2                 |
| 103                  | Matis Louvel (FRA)     | DNF-5                |
| 104                  | Daniel McLay (GBR)     | DNF-5                |
| 105                  | Alan Riou (FRA)        | DNF-5                |
| 106                  | Miles Scotson (AUS)    | 39è                  |
| 107                  | David Dekker (NED)     | 87è                  |

| Cofidis COF | Cofidis COF          | Cofidis COF |
| ----------- | -------------------- | ----------- |
| Núm         | Ciclista             | Pos         |
| 111         | Axel Zingle (FRA)    | 19è         |
| 112         | Aimé De Gendt (BEL)  | 27è         |
| 113         | Milan Fretin (BEL)   | DNF-5       |
| 114         | Oliver Knight (GBR)  | DNF-4       |
| 115         | Stefano Oldani (ITA) | NP-4        |
| 116         | Alexis Renard (FRA)  | DNF-5       |
| 117         | Ludovic Robeet (BEL) | 68è         |

| Decathlon-AG2R La Mondiale DAT | Decathlon-AG2R La Mondiale DAT | Decathlon-AG2R La Mondiale DAT |
| ------------------------------ | ------------------------------ | ------------------------------ |
| Núm                            | Ciclista                       | Pos                            |
| 121                            | Sam Bennett (IRL)              | DNF-4                          |
| 122                            | Oliver Naesen (BEL)            | 23è                            |
| 123                            | Benoît Cosnefroy (FRA)         | DNF-5                          |
| 124                            | Dries De Bondt (BEL)           | 88è                            |
| 125                            | Stan Dewulf (BEL)              | 5è                             |
| 126                            | Pierre Gautherat (FRA)         | DNF-5                          |
| 127                            | Aurélien Paret-Peintre (FRA)   | 18è                            |

| EF Education-EasyPost EFE | EF Education-EasyPost EFE      | EF Education-EasyPost EFE |
| ------------------------- | ------------------------------ | ------------------------- |
| Núm                       | Ciclista                       | Pos                       |
| 131                       | Jonas Rutsch (GER)             | 22è                       |
| 132                       | Mikkel Frølich Honoré (DEN)    | 24è                       |
| 133                       | Stefan Bissegger (SUI)         | 48è                       |
| 134                       | Stefan de Bod (RSA)            | 33è                       |
| 135                       | Jack Rootkin-Gray (GBR)        | DNF-5                     |
| 136                       | Yuhi Todome (JPN)              | DNF-5                     |
| 137                       | Michael Valgren Andersen (DEN) | 32è                       |

| Groupama-FDJ GFC | Groupama-FDJ GFC       | Groupama-FDJ GFC |
| ---------------- | ---------------------- | ---------------- |
| Núm              | Ciclista               | Pos              |
| 141              | Clément Davy (FRA)     | DNF-5            |
| 142              | Valentin Madouas (FRA) | 14è              |
| 143              | Olivier Le Gac (FRA)   | 53è              |
| 144              | Fabian Lienhard (SUI)  | 56è              |
| 145              | Eddy Le Huitouze (FRA) | 20è              |
| 146              | Marc Sarreau (FRA)     | DNF-4            |
| 147              | Paul Penhoët (FRA)     | 26è              |

| Movistar Team MOV | Movistar Team MOV             | Movistar Team MOV |
| ----------------- | ----------------------------- | ----------------- |
| Núm               | Ciclista                      | Pos               |
| 151               | Iván García Cortina (ESP)     | 64è               |
| 152               | Fernando Gaviria Rendón (COL) | DNF-5             |
| 153               | Rémi Cavagna (FRA)            | 41è               |
| 154               | Johan Jacobs (SUI)            | NP-2              |
| 155               | Manlio Moro (ITA)             | DNF-4             |
| 156               | Iván Romeo Abad (ESP)         | 44è               |
| 157               | Davide Cimolai (ITA)          | DNF-5             |

| Team dsm-firmenich PostNL DFP | Team dsm-firmenich PostNL DFP | Team dsm-firmenich PostNL DFP |
| ----------------------------- | ----------------------------- | ----------------------------- |
| Núm                           | Ciclista                      | Pos                           |
| 161                           | Fabio Jakobsen (NED)          | DNF                           |
| 162                           | John Degenkolb (GER)          | NP-2                          |
| 163                           | Nils Eekhoff (NED)            | DNF-1                         |
| 164                           | Alexander Edmondson (AUS)     | NP-4                          |
| 165                           | Timo Roosen (NED)             | DNF-5                         |
| 166                           | Frank van den Broek (NED)     | 60è                           |
| 167                           | Bram Welten (NED)             | 91è                           |

| Team Jayco AlUla JAY | Team Jayco AlUla JAY           | Team Jayco AlUla JAY |
| -------------------- | ------------------------------ | -------------------- |
| Núm                  | Ciclista                       | Pos                  |
| 171                  | Dylan Groenewegen (NED) (ruta) | NP-2                 |
| 172                  | Michael Hepburn (AUS)          | DNF-5                |
| 173                  | Kelland O'Brien (AUS)          | 72è                  |
| 174                  | Jan Maas (NED)                 | 36è                  |
| 175                  | Max Walscheid (GER)            | 66è                  |
| 176                  | Elmar Reinders (NED)           | DNF-5                |
| 177                  | Campbell Stewart (NZL)         | DNF-5                |

| Astana Qazaqstan Team AST | Astana Qazaqstan Team AST           | Astana Qazaqstan Team AST |
| ------------------------- | ----------------------------------- | ------------------------- |
| Núm                       | Ciclista                            | Pos                       |
| 181                       | Michael Mørkøv (DEN)                | DNF-5                     |
| 182                       | Alberto Bettiol (ITA) (ruta)        | 10è                       |
| 183                       | Ievgueni Guiditx (KAZ)              | DNF-5                     |
| 184                       | Dmitri Grúzdev (KAZ) (ruta i crono) | DNF-5                     |
| 185                       | Max Kanter (GER)                    | 89è                       |
| 186                       | Rüdiger Selig (GER)                 | DNF-5                     |
| 187                       | Gleb Syrica                         | 82è                       |

| Bingoal WB BWB | Bingoal WB BWB          | Bingoal WB BWB |
| -------------- | ----------------------- | -------------- |
| Núm            | Ciclista                | Pos            |
| 191            | Louis Blouwe (BEL)      | DNF-5          |
| 192            | Luca De Meester (BEL)   | 78è            |
| 193            | Davide Persico (ITA)    | DNF-5          |
| 194            | Ceriel Desal (BEL)      | 43è            |
| 195            | Nathan Vandepitte (FRA) | DNF-5          |
| 196            | Luca Van Boven (BEL)    | 69è            |
| 197            | Loïc Vliegen (BEL)      | DNF-5          |

| Team Flanders-Baloise TFB | Team Flanders-Baloise TFB | Team Flanders-Baloise TFB |
| ------------------------- | ------------------------- | ------------------------- |
| Núm                       | Ciclista                  | Pos                       |
| 201                       | Alex Colman (BEL)         | 76è                       |
| 202                       | Lars Craps (BEL)          | 29è                       |
| 203                       | Jules Hesters (BEL)       | 77è                       |
| 204                       | Elias Maris (BEL)         | 28è                       |
| 205                       | Dylan Vandenstorme (BEL)  | 35è                       |
| 206                       | Aaron Van Poucke (BEL)    | DNF-5                     |
| 207                       | Ward Vanhoof (BEL)        | 62è                       |

| TDT-Unibet TDT | TDT-Unibet TDT           | TDT-Unibet TDT |
| -------------- | ------------------------ | -------------- |
| Núm            | Ciclista                 | Pos            |
| 211            | Davide Bomboi (BEL)      | DNF-5          |
| 212            | Hartthijs de Vries (NED) | 45è            |
| 213            | Andreas Stokbro (DEN)    | 81è            |
| 214            | Axel Huens (FRA)         | 34è            |
| 215            | Nicklas Pedersen (DEN)   | DNF-5          |
| 216            | Tomáš Kopecký (CZE)      | 30è            |
| 217            | Jordy Bouts (BEL)        | 59è            |

| Tudor Pro Cycling Team TUD | Tudor Pro Cycling Team TUD  | Tudor Pro Cycling Team TUD |
| -------------------------- | --------------------------- | -------------------------- |
| Núm                        | Ciclista                    | Pos                        |
| 221                        | Matteo Trentin (ITA)        | 13è                        |
| 222                        | Tom Bohli (SUI)             | 80è                        |
| 223                        | Jacob Eriksson (SWE) (ruta) | 86è                        |
| 224                        | Petr Kelemen (CZE)          | DNF-4                      |
| 225                        | Miká Heming (GER)           | 84è                        |
| 226                        | Simon Pellaud (SUI)         | DNF-5                      |
| 227                        | Rick Pluimers (NED)         | 15è                        |

| UAE Team Emirates UAD | UAE Team Emirates UAD            | UAE Team Emirates UAD |
| --------------------- | -------------------------------- | --------------------- |
| Núm                   | Ciclista                         | Pos                   |
| 1                     | Tim Wellens (BEL) (crono)        | 1r                    |
| 2                     | Nils Politt (GER) (crono)        | 49è                   |
| 3                     | Sjoerd Bax (NED)                 | 42è                   |
| 4                     | Alessandro Covi (ITA)            | 61è                   |
| 5                     | Sebastián Molano Benavides (COL) | DNF-5                 |
| 6                     | Mikkel Bjerg (DEN)               | 54è                   |
| 7                     | Rui Oliveira (POR)               | DNF-5                 |

| Alpecin-Deceuninck ADC | Alpecin-Deceuninck ADC            | Alpecin-Deceuninck ADC |
| ---------------------- | --------------------------------- | ---------------------- |
| Núm                    | Ciclista                          | Pos                    |
| 11                     | Mathieu van der Poel (NED) (ruta) | NP-5                   |
| 12                     | Jasper Philipsen (BEL)            | 6è                     |
| 13                     | Jonas Rickaert (BEL)              | DNF-5                  |
| 14                     | Søren Kragh Andersen (DEN)        | 25è                    |
| 15                     | Senne Leysen (BEL)                | 85è                    |
| 16                     | Timo Kielich (BEL)                | 83è                    |
| 17                     | Silvan Dillier (SUI)              | 67è                    |

| Soudal Quick-Step SOQ | Soudal Quick-Step SOQ    | Soudal Quick-Step SOQ |
| --------------------- | ------------------------ | --------------------- |
| Núm                   | Ciclista                 | Pos                   |
| 21                    | Tim Merlier (BEL)        | NP-3                  |
| 22                    | Yves Lampaert (BEL)      | DNF-5                 |
| 23                    | Josef Černý (CZE)        | 75è                   |
| 24                    | Ayco Bastiaens (BEL)     | DNF-5                 |
| 25                    | Bert Van Lerberghe (BEL) | DNF-5                 |
| 26                    | Ilan Van Wilder (BEL)    | 11è                   |
| 27                    | Warre Vangheluwe (BEL)   | 65è                   |

| Intermarché-Wanty IWA | Intermarché-Wanty IWA       | Intermarché-Wanty IWA |
| --------------------- | --------------------------- | --------------------- |
| Núm                   | Ciclista                    | Pos                   |
| 31                    | Biniam Girmay (ERI) (crono) | 38è                   |
| 32                    | Mike Teunissen (NED)        | 17è                   |
| 33                    | Gijs Van Hoecke (BEL)       | DNF-5                 |
| 34                    | Adrien Petit (FRA)          | DNF-5                 |
| 35                    | Laurenz Rex (BEL)           | 47è                   |
| 36                    | Dion Smith (NZL)            | 74è                   |
| 37                    | Gerben Thijssen (BEL)       | DNF-5                 |

| Team Visma \| Lease a Bike TVL | Team Visma \| Lease a Bike TVL  | Team Visma \| Lease a Bike TVL |
| ------------------------------ | ------------------------------- | ------------------------------ |
| Núm                            | Ciclista                        | Pos                            |
| 41                             | Olav Kooij (NED)                | NP-2                           |
| 42                             | Christophe Laporte (FRA) (ruta) | 4t                             |
| 43                             | Tiesj Benoot (BEL)              | 21è                            |
| 44                             | Per Strand Hagenes (NOR)        | 3r                             |
| 45                             | Tosh Van der Sande (BEL)        | DNF-5                          |
| 46                             | Mick van Dijke (NED)            | DNF-5                          |
| 47                             | Julien Vermote (BEL)            | 90è                            |

| Lidl-Trek LTK | Lidl-Trek LTK            | Lidl-Trek LTK |
| ------------- | ------------------------ | ------------- |
| Núm           | Ciclista                 | Pos           |
| 51            | Jasper Stuyven (BEL)     | 16è           |
| 52            | Edward Theuns (BEL)      | 55è           |
| 53            | Simone Consonni (ITA)    | 79è           |
| 54            | Daan Hoole (NED) (crono) | DNF-1         |
| 55            | Jonathan Milan (ITA)     | DNF-5         |
| 56            | Jacopo Mosca (ITA)       | 50è           |
| 57            | Quinn Simmons (USA)      | 51è           |

| Lotto Dstny LTD | Lotto Dstny LTD            | Lotto Dstny LTD |
| --------------- | -------------------------- | --------------- |
| Núm             | Ciclista                   | Pos             |
| 61              | Arnaud De Lie (BEL) (ruta) | 37è             |
| 62              | Florian Vermeersch (BEL)   | 63è             |
| 63              | Jasper De Buyst (BEL)      | 70è             |
| 64              | Alec Segaert (BEL)         | 2n              |
| 65              | Liam Slock (BEL)           | DNF-5           |
| 66              | Brent Van Moer (BEL)       | 40è             |
| 67              | Cedric Beullens (BEL)      | DNF-5           |

| Bahrain Victorious TBV | Bahrain Victorious TBV  | Bahrain Victorious TBV |
| ---------------------- | ----------------------- | ---------------------- |
| Núm                    | Ciclista                | Pos                    |
| 71                     | Matej Mohorič (SLO)     | 8è                     |
| 72                     | Nikias Arndt (GER)      | 52è                    |
| 73                     | Phil Bauhaus (GER)      | DNF-5                  |
| 74                     | Andrea Pasqualon (ITA)  | DNF-5                  |
| 75                     | Dušan Rajović (SRB)     | NP-5                   |
| 76                     | Łukasz Wiśniowski (POL) | DNF-5                  |
| 77                     | Fred Wright (GBR)       | 12è                    |

| Ineos Grenadiers IGD | Ineos Grenadiers IGD        | Ineos Grenadiers IGD |
| -------------------- | --------------------------- | -------------------- |
| Núm                  | Ciclista                    | Pos                  |
| 81                   | Filippo Ganna (ITA) (crono) | NP-2                 |
| 82                   | Elia Viviani (ITA)          | DNF-5                |
| 83                   | Tobias Foss (NOR)           | 58è                  |
| 84                   | Salvatore Puccio (ITA)      | DNF-5                |
| 85                   | Magnus Sheffield (USA)      | 57è                  |
| 86                   | Ben Turner (GBR)            | 7è                   |
| 87                   | Geraint Thomas (GBR)        | DNF-5                |

| Red Bull-Bora-Hansgrohe RBH | Red Bull-Bora-Hansgrohe RBH  | Red Bull-Bora-Hansgrohe RBH |
| --------------------------- | ---------------------------- | --------------------------- |
| Núm                         | Ciclista                     | Pos                         |
| 91                          | Sam Welsford (AUS)           | DNF-5                       |
| 92                          | Marco Haller (AUT)           | 31è                         |
| 93                          | Filip Maciejuk (POL) (crono) | 46è                         |
| 94                          | Ryan Mullen (IRL)            | DNF-5                       |
| 95                          | Maximilian Schachmann (GER)  | 9è                          |
| 96                          | Matteo Sobrero (ITA)         | DNF-1                       |
| 97                          | Emil Herzog (GER)            | 73è                         |

| Arkéa-B&B Hotels ARK | Arkéa-B&B Hotels ARK   | Arkéa-B&B Hotels ARK |
| -------------------- | ---------------------- | -------------------- |
| Núm                  | Ciclista               | Pos                  |
| 101                  | Arnaud Démare (FRA)    | 71è                  |
| 102                  | Florian Sénéchal (FRA) | NP-2                 |
| 103                  | Matis Louvel (FRA)     | DNF-5                |
| 104                  | Daniel McLay (GBR)     | DNF-5                |
| 105                  | Alan Riou (FRA)        | DNF-5                |
| 106                  | Miles Scotson (AUS)    | 39è                  |
| 107                  | David Dekker (NED)     | 87è                  |

| Cofidis COF | Cofidis COF          | Cofidis COF |
| ----------- | -------------------- | ----------- |
| Núm         | Ciclista             | Pos         |
| 111         | Axel Zingle (FRA)    | 19è         |
| 112         | Aimé De Gendt (BEL)  | 27è         |
| 113         | Milan Fretin (BEL)   | DNF-5       |
| 114         | Oliver Knight (GBR)  | DNF-4       |
| 115         | Stefano Oldani (ITA) | NP-4        |
| 116         | Alexis Renard (FRA)  | DNF-5       |
| 117         | Ludovic Robeet (BEL) | 68è         |

| Decathlon-AG2R La Mondiale DAT | Decathlon-AG2R La Mondiale DAT | Decathlon-AG2R La Mondiale DAT |
| ------------------------------ | ------------------------------ | ------------------------------ |
| Núm                            | Ciclista                       | Pos                            |
| 121                            | Sam Bennett (IRL)              | DNF-4                          |
| 122                            | Oliver Naesen (BEL)            | 23è                            |
| 123                            | Benoît Cosnefroy (FRA)         | DNF-5                          |
| 124                            | Dries De Bondt (BEL)           | 88è                            |
| 125                            | Stan Dewulf (BEL)              | 5è                             |
| 126                            | Pierre Gautherat (FRA)         | DNF-5                          |
| 127                            | Aurélien Paret-Peintre (FRA)   | 18è                            |

| EF Education-EasyPost EFE | EF Education-EasyPost EFE      | EF Education-EasyPost EFE |
| ------------------------- | ------------------------------ | ------------------------- |
| Núm                       | Ciclista                       | Pos                       |
| 131                       | Jonas Rutsch (GER)             | 22è                       |
| 132                       | Mikkel Frølich Honoré (DEN)    | 24è                       |
| 133                       | Stefan Bissegger (SUI)         | 48è                       |
| 134                       | Stefan de Bod (RSA)            | 33è                       |
| 135                       | Jack Rootkin-Gray (GBR)        | DNF-5                     |
| 136                       | Yuhi Todome (JPN)              | DNF-5                     |
| 137                       | Michael Valgren Andersen (DEN) | 32è                       |

| Groupama-FDJ GFC | Groupama-FDJ GFC       | Groupama-FDJ GFC |
| ---------------- | ---------------------- | ---------------- |
| Núm              | Ciclista               | Pos              |
| 141              | Clément Davy (FRA)     | DNF-5            |
| 142              | Valentin Madouas (FRA) | 14è              |
| 143              | Olivier Le Gac (FRA)   | 53è              |
| 144              | Fabian Lienhard (SUI)  | 56è              |
| 145              | Eddy Le Huitouze (FRA) | 20è              |
| 146              | Marc Sarreau (FRA)     | DNF-4            |
| 147              | Paul Penhoët (FRA)     | 26è              |

| Movistar Team MOV | Movistar Team MOV             | Movistar Team MOV |
| ----------------- | ----------------------------- | ----------------- |
| Núm               | Ciclista                      | Pos               |
| 151               | Iván García Cortina (ESP)     | 64è               |
| 152               | Fernando Gaviria Rendón (COL) | DNF-5             |
| 153               | Rémi Cavagna (FRA)            | 41è               |
| 154               | Johan Jacobs (SUI)            | NP-2              |
| 155               | Manlio Moro (ITA)             | DNF-4             |
| 156               | Iván Romeo Abad (ESP)         | 44è               |
| 157               | Davide Cimolai (ITA)          | DNF-5             |

| Team dsm-firmenich PostNL DFP | Team dsm-firmenich PostNL DFP | Team dsm-firmenich PostNL DFP |
| ----------------------------- | ----------------------------- | ----------------------------- |
| Núm                           | Ciclista                      | Pos                           |
| 161                           | Fabio Jakobsen (NED)          | DNF                           |
| 162                           | John Degenkolb (GER)          | NP-2                          |
| 163                           | Nils Eekhoff (NED)            | DNF-1                         |
| 164                           | Alexander Edmondson (AUS)     | NP-4                          |
| 165                           | Timo Roosen (NED)             | DNF-5                         |
| 166                           | Frank van den Broek (NED)     | 60è                           |
| 167                           | Bram Welten (NED)             | 91è                           |

| Team Jayco AlUla JAY | Team Jayco AlUla JAY           | Team Jayco AlUla JAY |
| -------------------- | ------------------------------ | -------------------- |
| Núm                  | Ciclista                       | Pos                  |
| 171                  | Dylan Groenewegen (NED) (ruta) | NP-2                 |
| 172                  | Michael Hepburn (AUS)          | DNF-5                |
| 173                  | Kelland O'Brien (AUS)          | 72è                  |
| 174                  | Jan Maas (NED)                 | 36è                  |
| 175                  | Max Walscheid (GER)            | 66è                  |
| 176                  | Elmar Reinders (NED)           | DNF-5                |
| 177                  | Campbell Stewart (NZL)         | DNF-5                |

| Astana Qazaqstan Team AST | Astana Qazaqstan Team AST           | Astana Qazaqstan Team AST |
| ------------------------- | ----------------------------------- | ------------------------- |
| Núm                       | Ciclista                            | Pos                       |
| 181                       | Michael Mørkøv (DEN)                | DNF-5                     |
| 182                       | Alberto Bettiol (ITA) (ruta)        | 10è                       |
| 183                       | Ievgueni Guiditx (KAZ)              | DNF-5                     |
| 184                       | Dmitri Grúzdev (KAZ) (ruta i crono) | DNF-5                     |
| 185                       | Max Kanter (GER)                    | 89è                       |
| 186                       | Rüdiger Selig (GER)                 | DNF-5                     |
| 187                       | Gleb Syrica                         | 82è                       |

| Bingoal WB BWB | Bingoal WB BWB          | Bingoal WB BWB |
| -------------- | ----------------------- | -------------- |
| Núm            | Ciclista                | Pos            |
| 191            | Louis Blouwe (BEL)      | DNF-5          |
| 192            | Luca De Meester (BEL)   | 78è            |
| 193            | Davide Persico (ITA)    | DNF-5          |
| 194            | Ceriel Desal (BEL)      | 43è            |
| 195            | Nathan Vandepitte (FRA) | DNF-5          |
| 196            | Luca Van Boven (BEL)    | 69è            |
| 197            | Loïc Vliegen (BEL)      | DNF-5          |

| Team Flanders-Baloise TFB | Team Flanders-Baloise TFB | Team Flanders-Baloise TFB |
| ------------------------- | ------------------------- | ------------------------- |
| Núm                       | Ciclista                  | Pos                       |
| 201                       | Alex Colman (BEL)         | 76è                       |
| 202                       | Lars Craps (BEL)          | 29è                       |
| 203                       | Jules Hesters (BEL)       | 77è                       |
| 204                       | Elias Maris (BEL)         | 28è                       |
| 205                       | Dylan Vandenstorme (BEL)  | 35è                       |
| 206                       | Aaron Van Poucke (BEL)    | DNF-5                     |
| 207                       | Ward Vanhoof (BEL)        | 62è                       |

| TDT-Unibet TDT | TDT-Unibet TDT           | TDT-Unibet TDT |
| -------------- | ------------------------ | -------------- |
| Núm            | Ciclista                 | Pos            |
| 211            | Davide Bomboi (BEL)      | DNF-5          |
| 212            | Hartthijs de Vries (NED) | 45è            |
| 213            | Andreas Stokbro (DEN)    | 81è            |
| 214            | Axel Huens (FRA)         | 34è            |
| 215            | Nicklas Pedersen (DEN)   | DNF-5          |
| 216            | Tomáš Kopecký (CZE)      | 30è            |
| 217            | Jordy Bouts (BEL)        | 59è            |

| Tudor Pro Cycling Team TUD | Tudor Pro Cycling Team TUD  | Tudor Pro Cycling Team TUD |
| -------------------------- | --------------------------- | -------------------------- |
| Núm                        | Ciclista                    | Pos                        |
| 221                        | Matteo Trentin (ITA)        | 13è                        |
| 222                        | Tom Bohli (SUI)             | 80è                        |
| 223                        | Jacob Eriksson (SWE) (ruta) | 86è                        |
| 224                        | Petr Kelemen (CZE)          | DNF-4                      |
| 225                        | Miká Heming (GER)           | 84è                        |
| 226                        | Simon Pellaud (SUI)         | DNF-5                      |
| 227                        | Rick Pluimers (NED)         | 15è                        |